# Dendrocorticium violaceum
Dendrocorticium violaceum är en svampart som beskrevs av H.S. Jacks. 1977. Dendrocorticium violaceum ingår i släktet Dendrocorticium och familjen Corticiaceae.   Inga underarter finns listade i Catalogue of Life.